# (5353) 1989 YT
(5353) 1989 YT là một tiểu hành tinh vành đai chính. Nó được phát hiện bởi Yoshiaki Oshima ở Gekko Observatory ở Shizuoka Prefecture, Nhật Bản, ngày 20 tháng 12 năm 1989.